# Simone Moschino

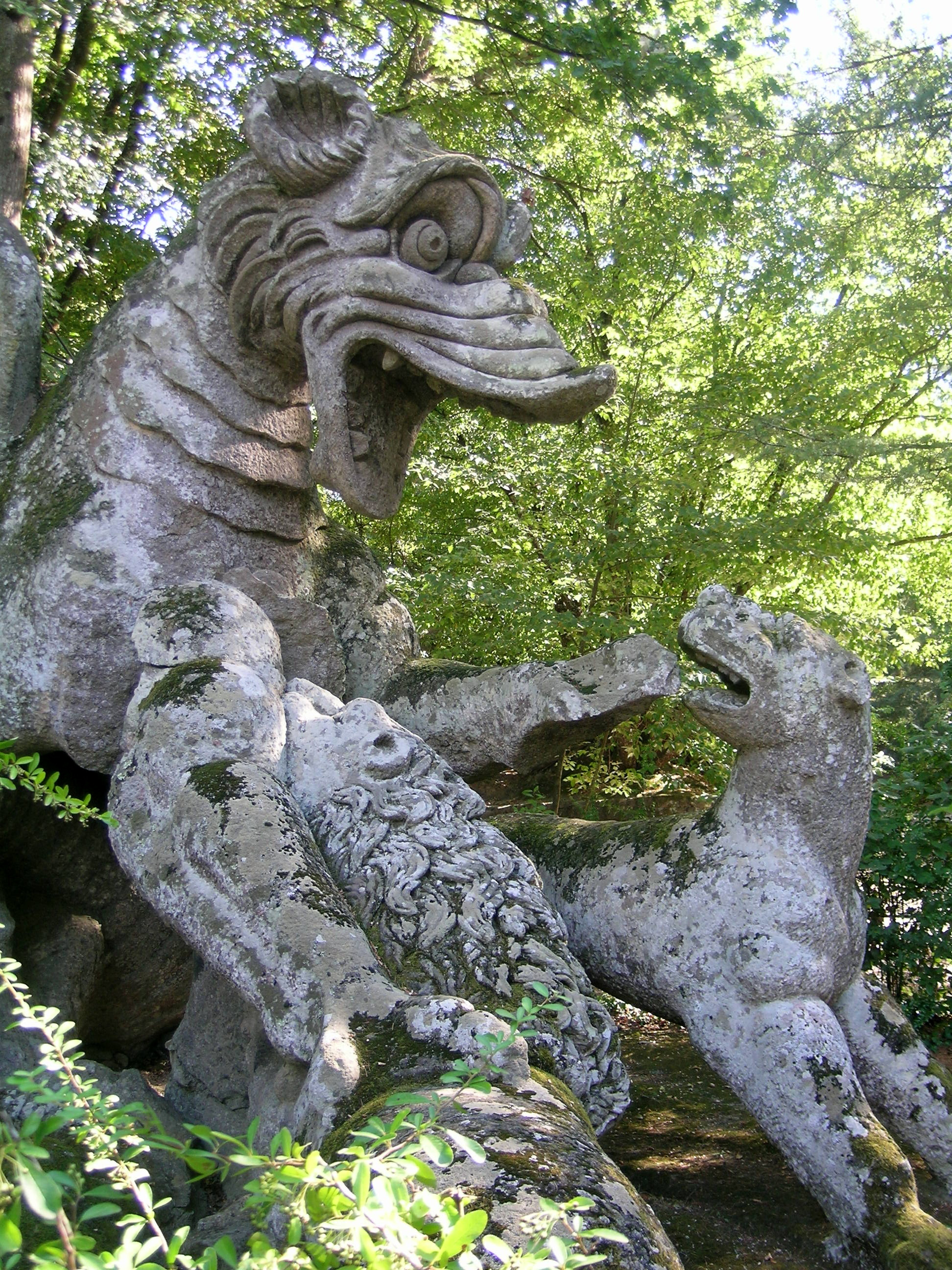
Bevingad drake i kamp med lejon. Skulptur i Sacro Bosco.

Simone Moschino, från början Simone Simoncelli, född 12 november g.s. 1533 i Orvieto, död 20 juni n.s. 1610 i Parma, var en italiensk skulptör och arkitekt.
Simone Moschino kom från en gammal bildhuggarsläkt. Såväl hans farfar Simone Mosca (1492-1554) liksom hans äldre bror Francesco Il Moschino Mosca (1531-1578) var skulptörer och arkitekter, präglade av den toskanska manierismens miljö, med Ammanati och Buontalenti i spetsen. Simone Moschino började sin konstnärliga bana som skulptör i Palazzo Orsini i Bomarzo. Han antas därefter ha utfört skulpturerna i den stora och märkliga slottsträdgården eller heliga lunden Sacro Bosco i den skogbevuxna dalgången nedanför palatset med början omkring 1570 och fram till ungefär 1578.

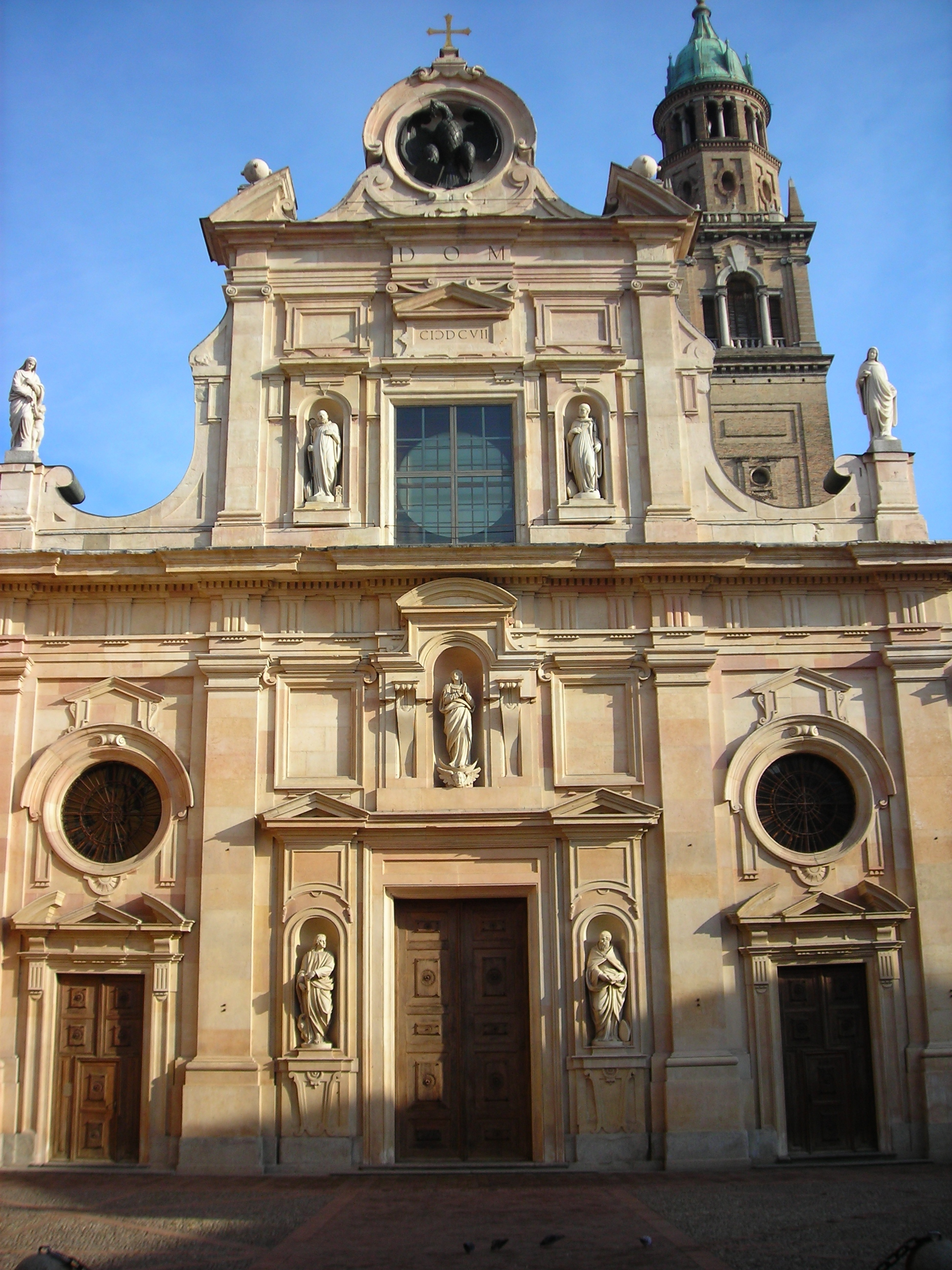
Marmorfasaden till San Giovanni Evangelista (1604-07).

Vid sin äldre bror Francescos död blev Simone kallad till Parma av hertigen Ottavio Farnese. Detta skedde på rekommendation av Vicino Orsini som var Simone Moschinos uppdragsgivare i Bomarzo och släkt med Ottavio Farnese genom sin framlidna hustru. Moschino anlände till Parma i oktober 1578 och anställdes som hovskulptör. Året därpå återvände han till Bomarzo, förmodligen för att avsluta en del ofullbordade arbeten. Tillbaka i Parma inleddes ett samarbete med skulptören Giovanni Boscoli i förverkligandet av en stor fontän framför Palazzo del Giardino, ett arbete som Moschino avslutade ensam efter Boscolis död 1589; denna fontän finns för övrigt inte längre. 
Då Margareta av Parma, änka efter hertig Ottavio, gick bort 1586, gav den nyblivne hertigen Ranuccio I Farnese i uppdrag åt Simone Moschino att utforma hertiginnans gravmonument i kyrkan San Sisto i Piacenza.
Till Simone Moschinos verk som arkitekt i Parma hörde benediktinernunneklostrets kyrka Chiesa di Sant'Alessandro. Denna byggnad revs dock under den nyklassicistiska epoken, för att ge plats åt operahuset Teatro Regio (1821) och Palazzo della Provincia, byggnader ritade av Nicolò Bettoli. Marmorfasaden till kyrkan San Giovanni Evangelista i anslutning till benediktinermunkklostret Abbazia di San Giovanni Evangelista finns däremot kvar, liksom den stora trappans interiör (1602) i Palazzo della Pilotta i Parmas historiska innerstad.
Tillsammans med den manieristiske målaren Giovanni Battista Tinti (1558-1604) tillägnades Simone Moschino utformningen av klocktornet till kyrkan San Sepolcro i Parma när detta byggdes 1616 i en barockstil.

### Fotnoter
1. ↑  Vid den internationella konferensen "Il Sacro Bosco di Bomarzo" vilken hölls i Palazzo Orsini några dagar i september 2007, föreslog professor Bruno Adorni vid Università di Ferrara och Università degli studi di Parma, att Simone Moschino skulle betraktas som ensam upphovsman till de vidunderliga skulpturerna i vad som också kommit att kallas Vidundrens park (Parco dei Mostri).  Arkiverad 27 februari 2014 hämtat från the Wayback Machine.